# Dominik Máthé
Dominik Máthé (geboren am 1. April 1999 in Nyíregyháza) ist ein ungarischer Handballspieler.

## Karriere

### Vereinsmannschaften
Der auf der Position rechter Rückraum eingesetzte, 2,01 Meter große und 108 Kilogramm schwere Dominik Máthé spielte bis 2020 bei Balatonfüredi KSE in Ungarn. Mit dem ungarischen Team spielte er im EHF-Pokal 2017/18, EHF-Pokal 2018/19 und EHF-Pokal 2019/20. Ab der Spielzeit 2020/21 war er in Norwegen bei Elverum Håndball aktiv. Mit Elverum gewann er 2020 den norwegischen Pokal sowie 2021 und 2022 die norwegische Meisterschaft. Mit dem Team aus Norwegen spielte er in der EHF Champions League 2020/21. Seit dem Sommer 2022 steht er beim französischen Erstligisten Paris Saint-Germain unter Vertrag. Mit Paris gewann er 2023 und 2024 die französische Meisterschaft. Zur Saison 2024/25 wechselt er zum polnischen Rekordmeister Industria Kielce. Im Sommer 2025 kehrte er zu Elverum Håndball zurück.

### Nationalmannschaft
Mit der ungarischen Nationalmannschaft nahm er teil am Europäischen Olympischen Jugendfestival 2015, der U20-Europameisterschaft 2018, der Handball-Europameisterschaft 2020 und der Weltmeisterschaft 2021. Im Vorrundenspiel der Weltmeisterschaft 2021 gegen Uruguay wurde er als Player of the Match ausgezeichnet. Bislang absolvierte Máthé 45 Länderspiele, in denen er 156 Treffer erzielte.